# Chemiorepellenti
Sono chemiorepellenti (dal greco chemeia, chimica, e dal latino, repellens, "che ispira avversione, resistente o impenetrabile a qualcosa") quelle sostanze inorganiche od organiche, che, possedendo un modulatore di chemiotassi, hanno effetto negativo sulla motilità cellulare.
L'effetto dei chemiorepellenti è espresso tramite recettori chemiotattici descritti o ipotizzati, il mezzo chemiorepellente di un ligante è specifico delle cellule bersaglio e dipende dalla sua concentrazione. Risposte a chemiorepellenti si hanno con nuoto assiale e sono considerate come fenomeni di motilità di base nei batteri. I chemiorepellenti studiati più frequentemente sono sali inorganici, amminoacidi e alcune chemiochine. Chemioattrattanti sono, invece, sostanze che esprimono un effetto migratorio contrario.